# Animal Alpha
Animal Alpha är ett rockband som bildades 2002 i Norge. Bandet spelade bland annat vid Hultsfredsfestivalen 2006. Animal Alpha utgav två studioalbum, Pheromones och You Pay for the Whole Seat, But You'll Only Need the Edge. Bandet upplöstes 12 mars 2009, och Agnete Kjølsrud bildade sedan bandet Djerv tillsammans med Erlend Gjerde, som tidigare spelade i bandet Stonegard.
Animal Alphas låt "Bundy" spelas under eftertexten i filmen Hansel & Gretel: Witch Hunters och också i den norska filmen Død snø.

## Medlemmar
Originalbesättning
- Agnete Maria Forfang Kjølsrud – sång (2002 – 2009)
- Christer-André Cederberg – gitarr (2002 – 2009)
- Christian Wibe – gitarr (2002 – 2009)
- Lars Imre Szucs Bidtnes – basgitarr (2002 – 2009)
- Christian Stensli – trummor (2002 – 2004)

Senare medlemmar
- Thomas Jakobsen – trummor (2004 – 2007)
- Kenneth Kapstad – trummor (2007 – 2009)

## Diskografi
Album
- 2005: Pheromones
- 2008: You'll Pay For The Whole Seat But You'll Only Need The Edge

EP
- 2005: Animal Alpha EP

Singlar
- 2005: "Most Wanted Cowboy (Radio Edit)"
- 2007: "Pin You All"